# Kamienica przy ulicy Cieszyńskiego 16 we Wrocławiu
Kamienica przy ulicy Cieszyńskiego 16 – barokowa kamienica przy ulicy Cieszyńskiego 16 we Wrocławiu.

## Historia kamienicy i jej architektura
Pierwotna kamienica została wzniesiona w połowie XVI wieku jako budynek renesansowy na rzucie prostokąta. Widoczna jest na zachowanych dawnych planach miasta: na pierwszym planie Wrocławia Barthela Weihnera z 1562, na planie Frederika Hendriksa Vrooma i Friedricha Grossna z 1588, czy też na litografii Georga Hayera z 1591 roku. Umiejscowiona była na ówczesnym rozległym placu zwanym „Polem Grodzkim” lub „Lenno Grodzkie” (Reiffergasse lub Burgfeld) rozciągającym się pomiędzy północno-zachodnim narożnikiem murów obronnych, ujściem fosy do Odry a północną pierzeją kamienic stojących przy ulicy św. Mikołaja. Działki, na których wzniesiono kamienicę miały głębokość do 45 łokci oraz od 13–15 łokci szerokości. W 1564 roku było wytyczonych dziewięć takich działek i dwa ogrody (widoczne są na planie Vrooma i Grossa). Kamienica znajdowała się w ciągu budynków stojących naprzeciwko dawnego spichlerza, a obecnie południowego skrzydła arsenału wrocławskiego wzniesionego tu w drugiej połowie XIV wieku.

## Opis architektoniczny
Obecną formę nadano jej w drugiej połowie XVIII wieku lub w trzeciej tercji XVIII wieku. Jest to niewielka, trzyosiowa i trzykondygnacyjna kamienica szczytowa, pokryta dwuspadowym dachem. Jednokondygnacyjny szczyt ujęty jest w spływy i zakończony odcinkowym gzymsem. Fasada utrzymana jest w bardzo skromnej formie; jedynymi akcentami jest gzyms listwowy nad parterem i gzyms koronujący nad trzecią kondygnacją.
Według Bogusława Czechowicza wnętrze kamienicy miało układ dwutraktowy, Wojciech Brzezowski pisze już o trzech traktach na każdej kondygnacji. Według Bożeny Grzegorczyk kamienica miała układ dwutraktowy do XIX wieku, kiedy to została rozbudowana o trzeci trakt. Z tego okresu zachował się główny układ pomieszczeń: na każdym piętrze zaprojektowano dwa niewielkie mieszkania z dwoma izbami w trakcie frontowym i tylnym oraz z kuchnią i klatką schodową w trakcie środkowym. W pomieszczeniach znajdujących się w trzecim trakcie zachowały się stiukowe dekoracje. W części parterowej pierwotnie znajdowała się wielka sień frontowa i przechód w trakcie tylnym. Na I piętro prowadziły z sieni drewniane schody.
Na tyłach budynku znajdowała się wozownia projektu budowniczego Rokiete wzniesiona po 1842 roku. Wokół budynku prowadzone były różne praca: w 1878 roku do budynku dołączono instalację wodno-kanalizacyjną.

## Po 1945 roku
Kamienica nie została zniszczona podczas działań wojennych w 1945 roku. W latach sześćdziesiątych wnętrza kamienicy zostały zupełnie przebudowane. Podczas tych prac m.in. wymieniono sklepienia w piwnicy na stropy płytowe oraz wymieniono drewnianą klatkę schodową. W latach osiemdziesiątych wymieniono pokrycie dachowe.